# KV43
A KV43, no Vale dos Reis em Egito, é a tumba do faraó Tutemés IV. É uma tumba em formato de J invertido, arquitetura típica da décima oitava dinastia. Ela foi redescoberta em 1903 por Howard Carter (e por Theodore M. Davis) que publicou um relatório da descoberta e escavação em 1904).
Localizada alto no penhasco sobre o solo do vale, ela foi sido poupada das muitas alagações que danificaram outras tumbas e suas decorações permaneceram bem preservadas. O sarcófago do faraó está ainda na câmara do sárcófago.

## Planta da tumba

Planta da tumba

- A - Entrada
- B - Corredor
- C - Degraus
- D - Corredor
- E - Poço
- F - Primeira câmara com pilares
- G - Corredor descendente
- H - Degraus
- I - Antecâmara
- J - Câmara do sarcófago
- Ja-Jd - Salas para armazenamento

## Ligações Externas
- «Theban Mapping Project: KV43» (em inglês) - Contém descrições, imagens e arquitetura da tumba.